# Bob Guccione
Robert "Bob" Guccione, född 17 december 1930 i Brooklyn i New York, död 20 oktober 2010 i Plano, Texas, var en amerikansk publicist. Han grundade Penthouse år 1965 i Storbritannien och introducerade sin herrtidning fyra år senare i USA.
Gucciones herrtidning Penthouse blev känd i slutet av 1960-talet för framifrån tagna bilder av nakna kvinnor. Guccione själv tog flera av bilderna, vilka var mer vågade än i konkurrenten Playboy.